# 3 (pjesma)
"3" je pjesma američke pjevačice Britney Spears. Godine 2009. objavljena je kao prvi singl s njenog drugog the best albuma The Singles Collection. U SAD-u je pjesma došla na vrh tamošnje top liste singlova, a proglašena je i najboljom pjesmom za tjelovježbu. Kritičari su je nazvali "klasičnom Britney pjesmom".
Glazbeni video režirala je Diane Martel. Britney se u spotu pojavljuje s muškim plesačima, a kritičari tvrde da je Britney u spotu plesala najviše još od albuma In The Zone.

## Popis pjesama
Digitalni download
1. "3" — 3:33

Promotivni radio singl
1. "3" — 3:33
2. "3" (instrumentalna verzija) — 3:33
3. "3" (Acapella) - 3:33

## Glazbene ljestvice
| Ljestvica (2009)        | Najviša pozicija |
| ----------------------- | ---------------- |
| Australija              | 6                |
| Belgija                 | 8                |
| Danska                  | 15               |
| Finska                  | 5                |
| Francuska               | 10               |
| Irska                   | 7                |
| Kanada                  | 1                |
| Novi Zeland             | 12               |
| Norveška                | 10               |
| Njemačka                | 18               |
| Švedska                 | 2                |
| Švicarska               | 8                |
| SAD (Billboard Hot 100) | 1                |
| Velika Britanija        | 7                |

## Singl u Hrvatskoj
| Tjedan   | 47 | 48 | 49 | 50 | 51 |
| -------- | -- | -- | -- | -- | -- |
| Pozicija | 36 | 22 | 15 | 22 | 29 |